# Pisang (Penengahan)
Pisang is een bestuurslaag in het regentschap Lampung Selatan van de provincie Lampung, Indonesië. Pisang telt 863 inwoners (volkstelling 2010).